# Powszelatek sierpikowiec
Powszelatek sierpikowiec (Pyrgus serratulae) – motyl dzienny z rodziny powszelatkowatych.

## Wygląd
Rozpiętość skrzydeł od 24 do 26 mm, dymorfizm płciowy słabo zaznaczony.

## Siedlisko
Zarośla, tereny piaszczyste, murawy kserotermiczne.

## Biologia i rozwój
W Polsce wykształca tylko jedno pokolenie w roku (połowa maja-początek lipca). Rośliny żywicielskie: pięciornik rozłogowy, pięciornik wiosenny i inne. Jaja barwy białawej składane są pojedynczo na spodniej stronie liścia rośliny żywicielskiej. Larwy wylęgają się po 1-2 tygodniach; żerują w zwiniętych liściach i w takim schronieniu zimują.

## Rozmieszczenie geograficzne
Gatunek eurosyberyjski, w Polsce występuje na nielicznych stanowiskach na południu kraju; zanika.